# Ackernalm
Die Ackernalm ist eine auf ca. 1400 Meter Höhe gelegene privat betriebene Alm am Südhang des Hinteren Sonnwendjochs im Gemeindegebiet von Thiersee in Tirol. Die Alm besteht aus einer Gruppe von Gebäuden, unter anderem einem Berggasthof, einer Schaukäserei und einer Kapelle. Die Alm ist jahreszeitabhängig über eine Mautstraße aus dem Thierseetal (auch als südliche Fortsetzung des Ursprungtales nach dem Ursprungpass bekannt) erreichbar, alternativ aus der Valepp oder der Erzherzog-Johann-Klause zu Fuß oder per Mountainbike.
Die Kapelle wurde 1884 von den Mitgliedern der Almgemeinschaft errichtet. Der rechteckige Mauerbau mit eingezogenem, polygonal geschlossenem Chor hat ein schindelgedecktes Satteldach mit einem kleinen Glockenträger. Im Giebelfeld befindet sich in einer Nische eine Relieffigur der hl. Notburga.
Die Alm dient vielen Wanderern als Ausgangspunkt für eine Bergwanderung zum Hinteren Sonnwendjoch und ist an den Wanderwochenenden gut besucht.